# Dsanabadsar

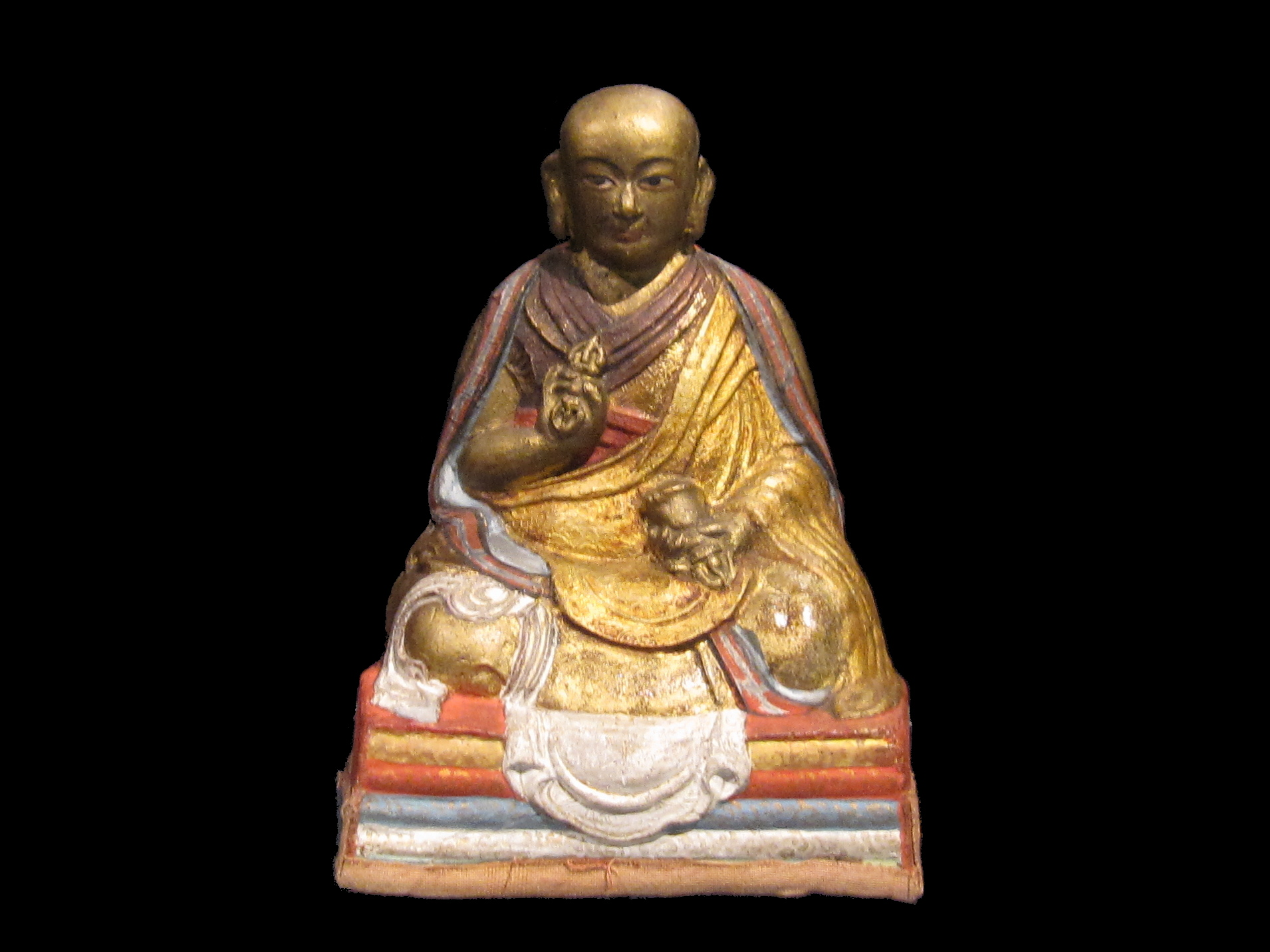
Statue von Öndör Gegeen Dsanabadsar

Öndör Gegeen Dsanabadsar (mongolisch өндөр гэгээн Занабазар; geb. 1635; gest. 1723 in Peking) war der erste Jebtsundamba Khutukhtu (mongolisch Жавзандамба хутагт), das religiöse Oberhaupt des Lamaismus in der Äußeren Mongolei. Er ist damit eine der großen Figuren im mongolischen Buddhismus. Als enger Angehöriger des Tüsheet Khans spielte er auch eine wichtige Rolle in den Vorgängen rund um die Unterwerfung der Chalcha-Mongolen unter die Mandschu.

## Kindheit und Jugend
Dsanabadsar wurde 1635 als Sohn des Tüsheet Khans Gombodorji (1594–1655), einem von drei territorialen Khans der Chalcha-Mongolen, geboren. Schon vor seiner Geburt hatte ihm der Setsen Khan Sholoi (einer der anderen beiden Chalcha-Khane) prophezeit, dass er einmal über alle Mongolen herrschen werde. Wohl nicht ganz zufällig wurde dann auch bereits die frühe Kindheit Dsanabadsars angeblich von wundersamen Begebenheiten begleitet, und so gab man ihm im Alter von fünf Jahren den Namen „Öndör Gegeen“, was „Großer Erleuchteter“ bedeutet. Nachdem er von einem Wahrsager untersucht worden war, befand man, dass sein Körper alle Merkmale eines Buddha aufweise. Dsanabadsar wurde daraufhin während eines großen Treffens der Sieben Banner der Chalcha als Lebendiger Buddha und religiöses Oberhaupt der Gelug-Tradition inthronisiert. Nachdem er bis 1649 in der Mongolei erzogen worden war, sandte man ihn nach Lhasa, um ihm dort eine tibetische Erziehung sowohl unter dem Dalai als auch dem Penchen Lama zu ermöglichen; dazu gehörten auch höhere Ordinationen durch den Dalai Lama, der ihm im Alter von 15 Jahren den Titel „Jebtsundamba“ verlieh.

## Gelehrter und Bildhauer
Dsanabadsar wurde nach seiner Rückkehr aus Tibet als herausragender Gelehrter und Bildhauer bekannt, und man sagte ihm nach, er verfüge in Ergänzung zu seinem feinen Intellekt über magische Kräfte. Zahlreiche Klöster und Schulen wurden nach seiner Rückkehr aus Tibet gegründet. Mit Dsanabadsars religiösen Werken, Lehren und Gebetsliedern hielt der Lamaismus Einzug in die Mongolei. Viele seiner Werke sind noch heute in Gebrauch.
Er ist vor allem auch durch seine herausragende Bildhauerkunst bekannt geworden, darunter die Porträts der fünf Dhyana-Buddhas und die Skulpturen der 21 Taras. Er gilt als der größte buddhistische Bildhauer seiner Zeit. Im Westen nennt man ihn wegen der außergewöhnlichen Schönheit seiner Werke auch den „Michelangelo des Ostens“.
Als erste und größte göttliche Inkarnation in der äußeren Mongolei wurde Dsanabadsar auch selbst zum Gegenstand zahlreicher Porträts in den Medien seiner Zeit, von demütigen Holzschnitten bis hin zu luxuriös vergoldeten Bronzen, deren bekannteste im Bogd Khan Museum in der mongolischen Hauptstadt Ulan Bator zu bestaunen ist.

## Die Sojombo-Schrift und Symbol

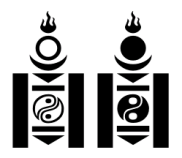
Zwei Varianten des Sojombo-Symbols, dem Anfangszeichen des Sojombo-Alphabets

1686 entwickelte Dsanabadsar die Sojombo-Schrift, eines aus einer ganzen Reihe von Schriftsystemen für die Mongolische Sprache. Sie basiert auf dem Lantsa-Devanagari und kann sowohl mongolisch, tibetisch als auch Sanskrit repräsentieren. Da das Sojombo-Alphabet eher umständlich zu schreiben und gerade durch seine Exaktheit nicht optimal für die Wiedergabe der unterschiedlichen mongolischen Dialekte geeignet ist, setzte es sich nicht als alltägliche Schrift durch. Sein Anfangssymbol ziert jedoch noch heute die Nationalflagge der Mongolei. Das Sojombo-Symbol repräsentiert die Geschichte, Tradition und Unabhängigkeit der Mongolen. Dsanabadsar verwendete es auch, um seine einfache Lehre zum Ausdruck zu bringen. Diese besagt, dass Ereignisse, die einer Person oder vielen widerfahren, immer ein direkter Effekt eigener Handlungen seien. Gemeint ist damit aber kein Determinismus, sondern das Gesetz des Karma bzw. das Gesetz von Ursache und Wirkung, womit das verantwortungsbewusste Handeln jedes einzelnen im Hinblick auf das Ganze und umgekehrt in den Fokus gerückt wird.

## Politische Ereignisse der Zeit
In Dsanabadsars Zeit fällt der Konflikt der Chalcha mit den Dsungaren unter Galdan Boshigt Khan, der schließlich 1688 zur Unterwerfung der Chalcha-Fürsten unter die Mandschu und deren Kaiser Kangxi führte. Daher wird er gelegentlich mitverantwortlich gemacht für den Verlust der mongolischen Unabhängigkeit. 1688 hatten die Chalcha-Fürsten allerdings die Gebiete nördlich der Gobi schon verloren und objektiv keine andere Wahl mehr, als entweder bei den Mandschu Hilfe gegen die Oiraten zu suchen und damit die mandschurische Oberhoheit zu akzeptieren, oder sich mit dem Verlust ihrer Macht und ihrer Weidegebiete abzufinden. Andererseits waren der Tüsheet Khan Caqundorji (sein Bruder) – und wenigstens indirekt auch Dsanabadsar – an der Eskalation des Konflikts mit Galdan auch nicht unschuldig gewesen. Dsanabadsar soll z. B. bei einer Fürstenversammlung 1686 ranggleich mit dem Vertreter des Dalai Lama gesessen haben, worüber sich Galdan beim Kaiser beschwerte.

## Dsanabadsars Gemahlin
Dsanabadsar hatte der Legende nach eine Gemahlin, die als „Mädchenprinz“ bekannt ist und eine ebenso geschickte Bildhauerin wie er gewesen sein soll. Sie starb im Alter von 18 Jahren und ihre Asche wurde zum Druck von heiligen Büchern verwendet. Dsanabadsar soll seine Taras nach ihrem Vorbild angefertigt haben. Die weiße Tara zeigt sie als jugendliche Jungfrau, die grüne Tara als körperlich reife und sinnliche Frau in ihrem letzten Lebensjahr. Eine berühmte Legende berichtet darüber, wie sie durch eine eindrucksvolle Demonstration ihrer eigenen wundersamen Kräfte die Chalcha-Edelleute sprachlos machte, nachdem diese Dsanabadsar gescholten hatten, dass er als religiöses Oberhaupt mit einer Frau zusammenlebe: Der Überlieferung nach trat sie daraufhin vor diese hin und formte vor deren Augen mit bloßen Händen einen Klumpen heißer geschmolzener Bronze zu einer Buddha-Figur, ohne sich dabei zu verbrennen. Als sie starb, so sagt die Legende, überstand ihre rechte Hand die Kremation unversehrt.

## Tod
Dsanabadsar reiste 1723 auf Einladung von Yongzheng, dem damaligen Herrscher der Qing-Dynastie, nach Peking und starb dort im „Gelben Kloster“. Manchen Gerüchten zufolge soll er auf Betreiben Yongzhengs ermordet worden sein. Seine sterblichen Überreste wurden zunächst nach Ich-Churee gebracht, danach wurde er in einem Mausoleum im Kloster Amarbajasgalant bestattet. Dieses befindet sich am Fuße des Berges Burenchan in der Provinz Selenge und war noch zu dessen Lebzeiten von Kangxi zu Ehren Dsanabadsars gestiftet worden.

## Ehrung
- Das Zanabazar Kunstmuseum in Ulaanbaatar ist nach ihm benannt.